# Peter Cheyney
Reginald Evelyn Peter Southouse Cheyney, noto come Peter Cheyney (Londra, 22 febbraio 1896 – Londra, 26 giugno 1951), è stato uno scrittore inglese di romanzi gialli.

## Biografia
Ebbe la sua massima notorietà fra il 1936 ed il 1951, anno della morte.
È ricordato per avere creato il personaggio dell'agente federale statunitense Lemuel H. Caution, Lemmy per gli amici e da alcuni dei romanzi che lo vedono come protagonista sono stati tratti dei film. Un altro personaggio creato dalla penna di Cheyney è il detective privato Slim Callaghan.

## Opere

### Serie diLemmy Caution
- 1936, Pericolo pubblico (This Man is Dangerous), Collana Il Giallo Mondadori n.73, 1949.
- 1937, Che tipo quel Caution! (Poison Ivy), Collana Il Giallo Mondadori n.145, 1951.
- 1937, È arrivato Lemmy Caution (Dames Don't Care), Collana Il Giallo Mondadori n.32, 1947.
- 1938, Lemmy Caution e il Drago blu (Can Ladies Kill?), trad. di Itala Vigevani, Collana Il Giallo Mondadori n.159, febbraio 1952; Collana I Classici del Giallo Mondadori n.1479, aprile 2024.
- 1939, Intendiamoci bene... (Don't Get Me Wrong), Collana Il Giallo Mondadori n.169, 1952.
- 1940, Roba da matti (You'd Be Surprised), Collana Il Giallo Mondadori n.40, 1948.
- 1941, Affare fatto (Your Deal, My Lovely), Collana Il Giallo Mondadori n.150, 1951.
- 1942, Mai un momento di quiete (Never a Dull Moment), Collana Il Giallo Mondadori n.61, 1949.
- 1943, Si salvi chi può (You Can Always Duck), Collana Il Giallo Mondadori n.83, 1950.
- 1945, Come lei ce ne son poche (I'll Say She Does), Collana Il Giallo Mondadori con il n.78, 1949.
- 1946, G-Man at the Yard

### Serie diSlim Callaghan
- 1938, Bravo Callaghan (The Urgent Hangman), Collana Il Giallo Mondadori n.173, 1952.
- 1939, Curve pericolose (Dangerous Curves), Collana Il Giallo Mondadori n.122, 1951.
- 1940, Un servizio da amico (You Can't Keep the Change), Collana Il Giallo Mondadori n.265, 1954.
- 1941, Una cosa da nulla (It Couldn't Matter Less), Collana Il Giallo Mondadori n.223, 1953.
- 1942, È morto un ammiraglio (Sorry You've Been Trouble), Collana Il Giallo Mondadori n.107, 1951, Biblioteca del Giallo Mondadori n.20, 1965.
- 1944, Non si sa mai (They Never Say When), Collana Il Giallo Mondadori n.239, 1953.
- 1946, La polizia ringrazia (Uneasy Terms), Collana Il Giallo Mondadori n.25, 1947, Biblioteca del Giallo Mondadori n.14, 1964.
- 1953, Calling Mr. Callaghan, raccolta di racconti

### Serie Dark
I seguenti romanzi presentano protagonisti diversi, e sono solo vagamente simili.
- 1942, Lugubre duetto (Dark Suet, o The Counterspy Murders), Collana Il Giallo Mondadori n.204, 1952, Capolavori di Segretissimo n.56, 1979.
- 1943, Le stelle sono nere (The Stars are Dark, o The London Spy Murders), Collana Biblioteca Moderna Mondadori n.54, Mondadori, 1949; Collana Capolavori dei Gialli Mondadori n.140, 1960.
- 1944, Il nemico è tra noi (The Dark Street, o The Dark Street Murders), Collana Il Giallo Mondadori n.118, 1951.
- 1945, A colpi di mitra (Sinister Errand, o Sinister Murders), Collana Il Giallo Mondadori n.288, 1954.
- 1946, L'eroe nero (Dark Hero, o The Case of the Dark Hero), Collana Biblioteca Moderna Mondadori n.82, Mondadori, 1949; Collana Capolavori dei Gialli Mondadori n.145, Mondadori, 1960.
- 1947, Intermezzo in nero (Dark Interlude, o The Terrible Night), stampato nel 1951 nella collana Il Giallo Mondadori con il numero 134 e nel 1965 nella collana Biblioteca del Giallo Mondadori con il numero 26.
- 1948, Danza tragica (Dark Wanton, o Case of the Dark Wanton), Collana Il Giallo Mondadori n.114, 1951.
- 1949, Il segugio di Long Acre (You Can Call It a Day, o The Man Nobody Saw), Collana Il Giallo Mondadori n.89, 1950.
- 1950, I delitti sono due (Dark Bahama, o I'll Bring Her Back), Collana Il Giallo Mondadori n.269, 1954.
- 1950, Chi dice donna (Lady, Behave!, o Lady Beware), Collana Il Giallo Mondadori n.281, 1954.
- 1951, Le signore non aspettano (Ladies Won't Wait, o Cocktails and the Killer), Collana Il Giallo Mondadori n.323, 1955.

### Altri romanzi
- 1932, Non c'è due senza tre (Deadly Fresco), Collana Il Giallo Mondadori n.331, 1955.
- 1940, Voi non ci crederete (Another Little Drink, o Premeditated Murder and A Trap for Bellamy), Collana Il Giallo Mondadori n.296, 1954.
- 1945, Morte a sorpresa (Night Club, o  Dressed to Kill), Collana Biblioteca Economica Mondadori n.58, 1956; Collana Classici del Giallo n.104, 1971.
- 1947, Ballo senza musica (Dance Without Music), Collana Il Giallo Mondadori n.215, 1953.
- 1948, Non destate il can che dorme (Try Anything Twice, o  Undressed to Kill), Collana Il Giallo Mondadori n.274, 1954.
- 1949, La furia infernale (One of Those Things, o Mistress Murder), Collana Il Giallo Mondadori n.251, 1953.

### Raccolte di racconti
- You Can't Hit a Woman, 1937
- Knave Takes Queen, 1939; edizione aumentata, 1950
- Mr. Caution – Mr. Callaghan, 1941
- Making Crime Pay, 1944, con articoli e radiodrammi
- The Curiosity of Etienne MacGregor, 1947, anche col titolo The Sweetheart of the Razors
- No Ordinary Cheyney, 1948
- Velvet Johnnie, 1952
- The Adventures of Julia, 1954, negli USA col titolo The Killing Game
- He Walked in Her Sleep, 1954, anche col titolo MacTavish
- The Mystery Blues, 1954, anche col titolo Fast Work

### Racconti non raccolti
- The Snow Lady, Morecambe Guardian, 21 marzo 1930 (Alonso Mactavish)
- The Snow Man, Hastings & St Leonards Observer, 27 dicembre 1930 (Alonso Mactavish)
- Angel Unawares, Sheffield Daily Independent Christmas Budget, 19 dicembre 1936
- Bread upon the Waters, Rugby Advertiser, 18 febbraio 1938
- Un Unscrupulous Mr. Callaghan, 1943
- The Curiosity of Etienne MacGregor, 1947

### Saggi non raccolti
- Curse of the Crystal, Belfast Telegraph, 1 gennaio 1931
- Suicide Walkers - Are You One?, Sunderland Daily Echo & Shipping Gazette, 14 luglio 1937

### Radiodrammi
- The Adventures of Alonzo MacTavish, serializzato, 1939
- The Callaghan Touch, serializzato, 1941
- Knave Takes Queen, 1941
- The Key, 1941
- The Lady Talks, 1942
- Again—Callaghan, 1942
- The Perfumed Murder, 1943
- Concerto for Crooks, 1943
- Parisian Ghost, Saturday Night Theatre, April 1943
- The Callaghan Come-Back, serializzato, 1943
- The Adventures of Julia, 1945
- Way Out, 1945
- Pay-off for Cupid, 1946
- Duets for Crooks, 1946

## Filmografia parziale
- Corriere diplomatico (Diplomatic Courier), regia di Henry Hathaway (1952)[2]
- Ricercato per omicidio (Cet homme est dangereux), regia di Jean Sacha (1953)
- Operazione dollari (Les Femmes s'en balancent), regia di Bernard Borderie (1954)
- Il maggiorato fisico (Vous pigez?), regia di Pierre Chevalier - conosciuto anche col titolo Donne, danni e diamanti (1956)[3]
- Il magnifico detective (Comment qu'elle est!), regia di Bernard Borderie (1960)
- L'agente federale Lemmy Caution (A toi de faire, mignonne), regia di Bernard Borderie (1963)[4]
- Agente Lemmy Caution: missione Alphaville (Alphaville, une étrange aventure de Lemmy Caution), regia di Jean-Luc Godard (1965)[5]
- Germania nove zero (Allemagne année 90 neuf zéro), regia di Jean-Luc Godard (1991)[5]